# Martin Povolny
Martin Povolny (19 de julho de 1914) foi um futebolista alemão de origem polonesa naturalizado  francês.
Ele competiu na Copa do Mundo FIFA de 1938, sediada na França.